# Лырчиков, Николай Ильич
Никола́й Ильи́ч Лы́рчиков (род. 1954) — советский и российский кинорежиссёр и сценарист.

## Биография
Родился 8 марта 1954 года в Рогозихе, Алтайский край. В 1976 году окончил режиссёрский факультет ВГИКа (мастерская Е. Дзигана), в 1981 году — сценарное отделение Высших курсов сценаристов и режиссёров (мастерская С. Лунгина).
 Автор и соавтор российских фильмов и сериалов, а также сценариев некоторых собственных фильмов.
 Пишет рассказы.

### Личная жизнь
- Сын: Иван Лырчиков (род. 1991) — художественный руководитель Театра «МЕЛ» Махониной Елены, актёр, сценарист, режиссёр.

## Фильмография

### Режиссёр
- 1982 — Ваня из киноальманаха Молодость (Выпуск №4)
- 1982 — Мы жили по соседству
- 1983 — Безумный день инженера Баркасова
- 1984 — Ещё люблю, ещё надеюсь
- 1988 — Стукач
- 1992 — Прощение
- 1992 — Фиктивный брак
- 1999 — Очаровательные негодники

### Сценарист
- 1982 — Мы жили по соседству
- 1982 — Однолюбы
- 1984 — Ещё люблю, ещё надеюсь
- 1988 — Стукач
- 1992 — Фиктивный брак
- 1999 — Очаровательные негодники
- 2007 — Путешествие
- 2009 — Аннушка
- 2009 — Дистанция
- 2011 — Волшебника вызывали?
- 2013 — Третья мировая
- 2013 — Уходящая натура
- 2013 — Не кончается синее море
- 2014 — Куприн
- 2015 — Взрослые дочери

## Радиоспектакли
- 1982 — «Мы жили по соседству», режиссёр А. Соловьёв[1].